# 劉震 (成化進士)
劉震（1433年—1501年），字道亨，號雙溪，江西安福人，明朝榜眼，官至南京國子監祭酒。

## 生平
天順六年，劉震鄉試中舉。成化八年（1472年）壬辰科一甲第二名進士（榜眼），授翰林院編修。成化二十三年，升任翰林院侍講。孝宗登基后，升任右谕德，掌管國子監。弘治九年，改任南京國子監祭酒。弘治十四年去世。

## 家族
曾祖劉迪忠，贈翰林檢討。祖父劉彜鼎。父亲劉德望。